# Girls Like
«Girls Like» (en español: «A las chicas les gusta») es una canción interpretada por el rapero británico Tinie Tempah, con la voz de la cantante sueca Zara Larsson. La canción fue lanzada digitalmente el 26 de febrero de 2016, como el segundo sencillo del álbum Youth de Tempah. Girls Like debutó el puesto 15 del UK Singles Chart, alcanzando el puesto número 5.

## Vídeo musical
Tempah lanzó un avance del videoclip a través de su cuenta de Instagram. Finalmente el video oficial fue publicado el 17 de marzo de 2016 por medio de su cuenta oficial de YouTube.

## Lista de canciones
| Descarga digital |              |          |  |
| N.º              | Título       | Duración |  |
| 1.               | «Girls Like» | 3:16     |  |

## Presentaciones en vivo
El 2 de abril de 2016, Tempah y Larsson interpretaron el sencillo en programa The Jonathan Ross Show.

## Posicionamiento en las listas
| Lista (2016)                                        | Mejor posición |
| --------------------------------------------------- | -------------- |
| Australia (ARIA)                                    | 15             |
| Australia (ARIA Urban)                              | 3              |
| Bélgica (Flandes) (Ultratop 50)                     | 16             |
| Bélgica (Valonia) (Ultratip Bubbling Under)         | 23             |
| Canadá (Canadian Hot 100)                           | 84             |
| Dinamarca (Tracklisten)                             | 25             |
| Europa (Euro Digital Songs)                         | 9              |
| Finlandia (OFC)                                     | 20             |
| Francia (SNEP)                                      | 106            |
| Alemania (Media Control AG)                         | 83             |
| Irlanda (IRMA)                                      | 12             |
| Indonesia (Creative Disc Top 50)                    | 7              |
| Italia (FIMI)                                       | 94             |
| Países Bajos (Dutch Top 40)                         | 10             |
| Países Bajos (Mega Single Top 100)                  | 9              |
| Nueva Zelanda (Recorded Music NZ)                   | 17             |
| Noruega (VG-lista)                                  | 30             |
| Polonia (Polish Airplay Top 100)                    | 47             |
| Polonia (Video Chart)                               | 3              |
| Portugal (AFP)                                      | 89             |
| Escocia (Scottish Singles Sales Chart)              | 8              |
| Suecia (Sverigetopplistan)                          | 21             |
| Reino Unido (UK Singles Chart)                      | 5              |
| Reino Unido (UK Dance Chart)                        | 2              |
| Estados Unidos (Mainstream Top 40)                  | 30             |
| Estados Unidos (Rhythmic)                           | 32             |
| Estados Unidos (Bubbling Under R&B/Hip-Hop Singles) | 7              |

| Listas (2016)                         | Mejor posición |
| ------------------------------------- | -------------- |
| Australia (ARIA)                      | 90             |
| Australia (ARIA Urban)                | 13             |
| Bélgica (Ultratop Flanders)           | 64             |
| Dinamarca (Tracklisten)               | 59             |
| Países Bajos (Single Top 100)         | 51             |
| Reino Unido (Official Charts Company) | 26             |

## Certificaciones
| País          | Organismo certificador | Certificación | Ventas certificadas | Simbolización | Ref.   |
| ------------- | ---------------------- | ------------- | ------------------- | ------------- | ------ |
| Alemania      | BVMI                   | Oro           | 200 000             | ●             | [ 37 ] |
| Australia     | ARIA                   | Platino       | 70 000              | ▲             | [ 38 ] |
| Bélgica       | BEA                    | Oro           | 15 000              | ●             | [ 39 ] |
| Dinamarca     | IFPI — Dinamarca       | Platino       | 90 000              | ▲             | [ 40 ] |
| Italia        | FIMI                   | Oro           | 25 000              | ●             | [ 41 ] |
| Nueva Zelanda | RMNZ                   | Oro           | 7 500               | ●             | [ 42 ] |
| Noruega       | IFPI — Noruega         | 2x Paltino    | 80 000              | ▲             | [ 43 ] |
| Reino Unido   | BPI                    | 2x Paltino    | 1 200 000           | ▲             | [ 44 ] |

## Historial de lanzamientos
| País           | Fecha                 | Formato                       | Discográfica         |
| -------------- | --------------------- | ----------------------------- | -------------------- |
| Irlanda        | 26 de febrero de 2016 | Descarga digital              | Parlophone           |
| Reino Unido    | 26 de febrero de 2016 | Descarga digital              | Parlophone           |
| Estados Unidos | 19 de julio de 2016   | Hit Contemporáneo de la radio | Warner Bros. Records |